# Everode

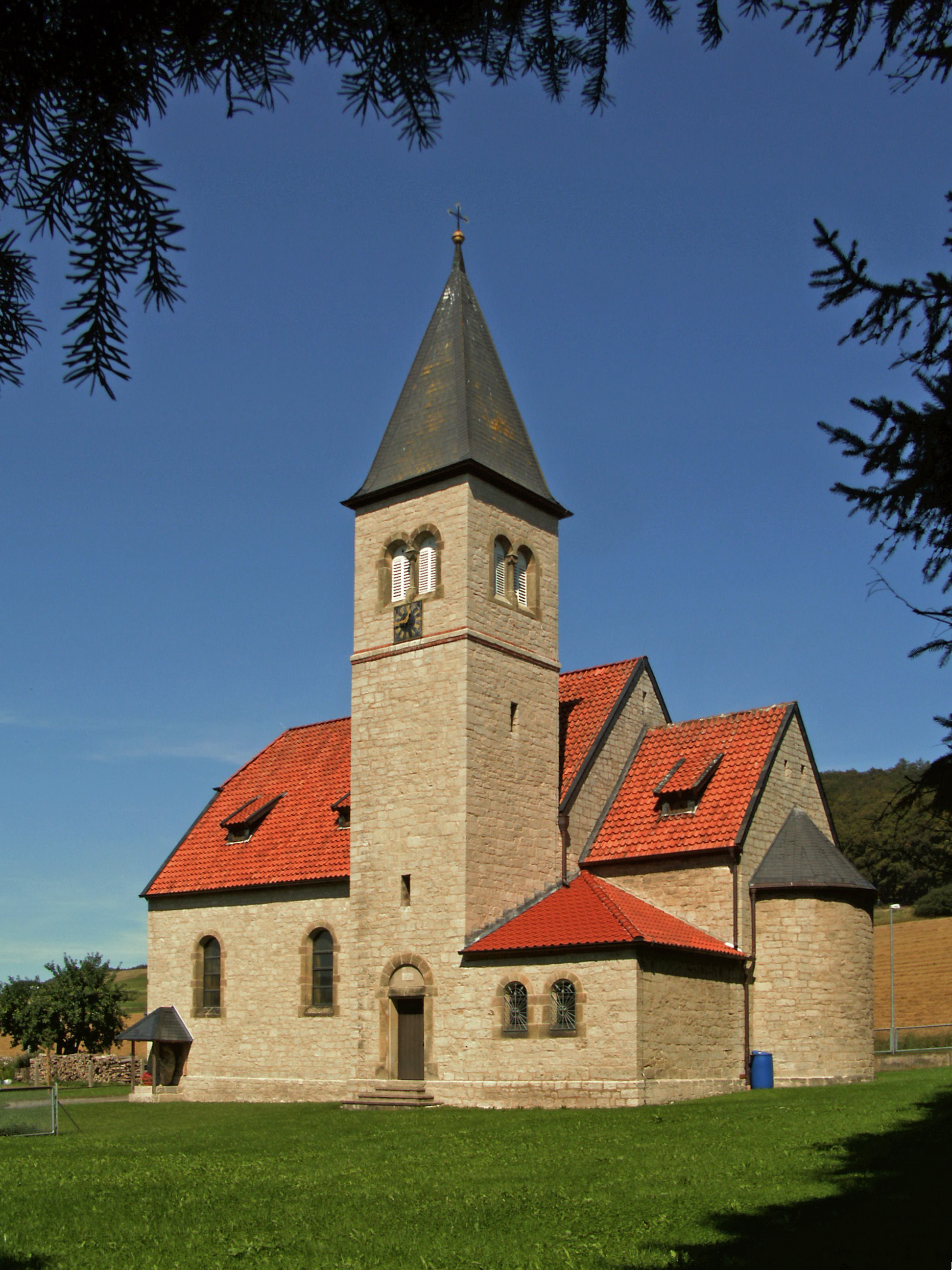
Katholieke kerk

Everode is een dorp en voormalige gemeente in de Duitse deelstaat Nedersaksen. De gemeente maakte deel uit van de Samtgemeinde Freden (Leine) in het Landkreis Hildesheim. Everode werd per 1 november 2016 toegevoegd aan de gemeente Freden. Het telt  inwoners.
- Gemeinsame Normdatei: 4786198-8
- Virtual International Authority File: 235694188
- WorldCat: E39PCjFgwkQjYVqVmGfmd4WGgX

Adenstedt ·
Alfeld (Leine) ·
Algermissen ·
Almstedt ·
Bad Salzdetfurth ·
Banteln ·
Betheln ·
Bockenem ·
Brüggen ·
Coppengrave ·
Despetal ·
Diekholzen ·
Duingen ·
Eberholzen ·
Eime ·
Elze ·
Everode ·
Freden (Leine) ·
Giesen ·
Gronau (Leine) ·
Harbarnsen ·
Harsum ·
Hildesheim ·
Holle ·
Hoyershausen ·
Lamspringe ·
Landwehr ·
Marienhagen ·
Neuhof ·
Nordstemmen ·
Rheden ·
Sarstedt ·
Schellerten ·
Sehlem ·
Sibbesse ·
Söhlde ·
Weenzen ·
Westfeld ·
Winzenburg ·
Woltershausen